# Hörgeschädigtenpädagogik
Die Hörgeschädigtenpädagogik ist eine Fachrichtung der Sonderpädagogik, die wiederum eine Fachrichtung der Allgemeinen Pädagogik ist. Gleichzeitig ist sie ein Teilgebiet der Audiologie. Sie beschäftigt sich mit der Erziehung und Bildung von Kindern und Jugendlichen, die einen sonderpädagogischen Förderbedarf auf Grund von Gehörlosigkeit oder Schwerhörigkeit (Sinnesbehinderung) aufweisen. Dabei umfasst sie alle Bereiche pädagogischen Handelns im Umgang mit hörgeschädigten Kindern und Jugendlichen von der Früherziehung bis zu den Hilfen der beruflichen Eingliederung. Zunehmend gewinnt auch die Erwachsenenbildung an Bedeutung.
Die Hörgeschädigtenpädagogik besteht an deutschen Universitäten als eigenständiges Forschungs- und Lehrfach. In der deutschen Hochschulpolitik gehört die Hörgeschädigtenpädagogik zur Gruppe der kleinen Fächer. Das Fach ist an der Humboldt-Universität zu Berlin, der Ludwig-Maximilians-Universität München, der Pädagogischen Hochschule Heidelberg, der Universität Hamburg und der Universität zu Köln vertreten. Seit 1997 hat sich die Anzahl der Fachstandorte und der eigenen Lehrstühle von zunächst zwei Lehrstühlen in München und Köln auf aktuell (Stand Juni 2023) fünf Lehrstühle und Standorte sukzessive erhöht. An den genannten Hochschulen wird das Fach auch im Rahmen von Bachelor- und Master-Studiengängen, oder als Teil des Lehramtsstudiums gelehrt.
Es existieren verschiedene Sichtweisen, inwiefern die Hörgeschädigtenpädagogik umgesetzt werden sollte. Während die technische (moderne Hörgeräte, Cochleaimplantat) und medizinische (soft surgery) Entwicklung sowie die auditiv-verbale Erziehung die Gebärdensprache im Schulunterricht in den Hintergrund drängt, da effektives Sprech-, Hör- und allgemeines Kommunikationstraining zur Gewährleistung der sozialen Integration und der beruflichen Eingliederung in den Vordergrund gestellt werden, propagieren Gehörlosenselbsthilfeverbände wie der Schweizerische Gehörlosenbund die „bilinguale Erziehung“, bei der sowohl Gebärdensprache als auch Lautsprache eingesetzt wird. Es sei der optimale Weg zu einem selbstbestimmten Leben.

## Schwerhörigen- und Gehörlosenpädagogik: Teilbereiche der Hörgeschädigtenpädagogik
In der Gehörlosenpädagogik wird vorrangig in Gebärdensprache unterrichtet und deutsche Schriftsprache gelehrt.
Die Schwerhörigenpädagogik (auch Audiopädagogik) ist eng mit der Gehörlosenpädagogik verbunden. Früher zum Beginn der Gehörlosenbildung wurden Schwerhörige auch teilweise mit Gehörlosen unterrichtet, da es noch nicht so viele gute Hilfsmittel gab. Heute kann die Hörgeschädigtenpädagogik auch als Oberbegriff zwischen Gehörlosenpädagogik und Schwerhörigenpädagogik begriffen werden, um einerseits Grenzen und andererseits das Spektrum zu benennen.
In der Schwerhörigenpädagogik wird häufig eher versucht, Gebärden als Hilfsmittel zur Unterstützung der Lautsprache in Form von Gebärden-unterstützter Kommunikation wie Lautsprachunterstützenden Gebärden bzw. Lautsprachbegleitenden Gebärden zu verwenden. Es wird auch mit Hörtrainings z. B. in Form vieler Sprechübungen versucht, dass vorhandene Hören zu erhalten oder zu verbessern.
An der LMU München kann man beispielsweise getrennte Schwerpunkte auf Gehörlosenpädagogik oder Schwerhörigenpädagogik im Master setzen. Im Bachelor erfolgt im 4. Semester eine Schwerpunktsetzung auf „Gehörlosenpädagogik“ oder „Schwerhörigenpädagogik“.